# Sacco și Vanzetti (film din 1971)
Sacco și Vanzetti (titlul original: în italiană Sacco e Vanzetti) este un film italo-francez, realizat în 1971 de regizorul Giuliano Montaldo, care se încadrează în genurile dramei politice, documentare și juridice.
Protagoniștii filmului sunt actorii Gian Maria Volonté, Riccardo Cucciolla, Cyril Cusack și Rosanna Fratello. 

## Distribuție
- Gian Maria Volonté – Bartolomeo Vanzetti
- Riccardo Cucciolla – Nicola Sacco
- Cyril Cusack – Frederick Katzmann
- Rosanna Fratello – Rosa Sacco
- Geoffrey Keen – judecătorul Webster Thayer
- Milo O'Shea – avocatul Fred Moore
- William Prince – avocatul William Thompson
- Claude Mann – Eddie
- Armenia Balducci – Virginia Vanzetti
- Valentino Macchi –
- Valentino Orfeo – Celestino Madeiros
- Piero Anchisi – jurnalista
- Giorgio Dolfin –
- Giacomo Piperno – un martor
- Edward Jewesbury – guvernatorul Fuller
- John Harvey – Michael Levancie
- Desmond Perry –
- Felicity Mason –
- Paul Sheriff –
- Maria Grazia Marescalchi – un martor
- Sergio Fantoni (nemenționat) – consulul Giuseppe Andrower
- Marisa Fabbri – Louise Pelser
- Sergio Sora –
- Sergio Serafini –
- Francesco Conversi –
- Luciano Palermo –

## Premii și nominalizări
- 1971 – Festivalul Internațional de Film de la Cannes
  - Cel mai bun actor (Riccardo Cucciolla)
- 1972 – Nastro d'argento
  - Cel mai bun actor (Riccardo Cucciolla)
  - Cea mai bună actriță nouă (Rosanna Fratello)
  - Cea mai bună coloană sonoră (Ennio Morricone)

## Aprecieri
„ Evocare a unei premeditate erori „judiciare”, document de înghețată obiectivitate, din care realizatorul a eliminat orice latură de suspans sau „acțiune”, iar evenimentele nude sunt cu atât mai edificatoare. ”—T. Caranfil , Dicționar universal de filme 